# Lekkoatletyka na Letnich Igrzyskach Olimpijskich 1964 – bieg na 5000 m mężczyzn
Bieg na 5000 metrów mężczyzn podczas XVIII Letnich Igrzysk Olimpijskich w Tokio rozegrano 16 (eliminacje) i 18 października 1964 (finał) na Stadionie Olimpijskim w Tokio. Zwycięzcą został Amerykanin Bob Schul.

## Rekordy

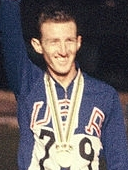
Bob Schul

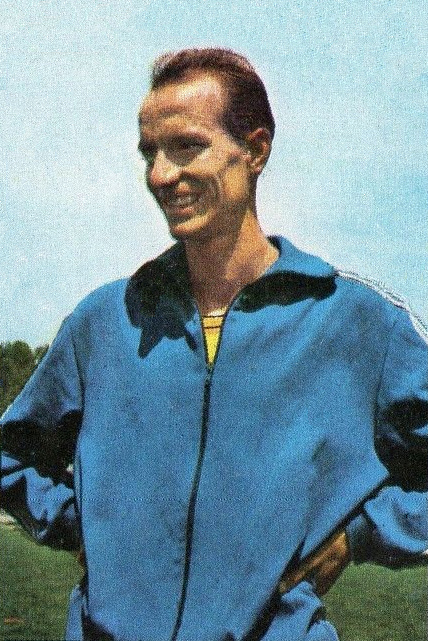
Harald Norpoth

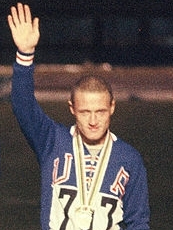
William Dellinger

|                   | zawodnik      | narodowość | czas    | data                      | miejsce   |
| ----------------- | ------------- | ---------- | ------- | ------------------------- | --------- |
| Rekord świata     | Wołodymyr Kuc | ZSRR       | 13:35,0 | 13 października 1957(dts) | Rzym      |
| Rekord olimpijski | Wołodymyr Kuc | ZSRR       | 13:39,6 | 28 listopada 1956(dts)    | Melbourne |

## Wyniki
| Poz. - pozycja |
| – rekord świata \| – rekord krajowy \| – rekord życiowy \| = – wyrównany rekord życiowy \| · – najlepszy wynik w sezonie \| = – wyrównany najlepszy wynik w sezonie \| – rekord olimpijski |
| Fn – falstart \| DNF – nie ukończył \| DNS – nie wystartował \| DSQ – zdyskwalifikowany |

### Eliminacje
Rozegrano cztery biegi eliminacyjne. Do finału awansowało po trzech najlepszych zawodników z każdego biegu.

#### Bieg 1
| Poz. | Zawodnik            | Narodowość      | Rezultat | Uwagi |
| ---- | ------------------- | --------------- | -------- | ----- |
| 1    | Michel Jazy         | Francja         | 13:55,4  | Q     |
| 2    | Bill Baillie        | Nowa Zelandia   | 13:55,4  | Q     |
| 3    | Stepan Bajdiuk      | ZSRR            | 14:00,2  | Q     |
| 4    | Andrei Barabaș      | Rumunia         | 14:00,2  |       |
| 5    | Tony Cook           | Australia       | 14:02,2  |       |
| 6    | John Herring        | Wielka Brytania | 14:07,2  |       |
| 7    | Muharrem Dalkılıç   | Turcja          | 14:12,0  |       |
| 8    | Lutz Philipp        | Niemcy          | 14:15,2  |       |
| 9    | Bruce Kidd          | Kanada          | 14:21,8  |       |
| 10   | János Pintér        | Węgry           | 14:41,0  |       |
| 11   | Jean Randrianjatavo | Madagaskar      | 15:50,4  |       |
| –    | Gaston Roelants     | Belgia          | DNS      |       |
| –    | Pascal Mfyomi       | Tanganika       | DNS      |       |

#### Bieg 2
| Poz. | Zawodnik             | Narodowość        | Rezultat | Uwagi |
| ---- | -------------------- | ----------------- | -------- | ----- |
| 1    | Mike Wiggs           | Wielka Brytania   | 13:51,0  | Q     |
| 2    | William Dellinger    | Stany Zjednoczone | 13:52,2  | Q     |
| 3    | Thor Helland         | Norwegia          | 13:52,4  | Q     |
| 4    | Lech Boguszewicz     | Polska            | 13:52,8  |       |
| 5    | Kęstutis Orentas     | ZSRR              | 13:54,0  |       |
| 6    | Eugène Allonsius     | Belgia            | 13:55,0  |       |
| 7    | Jean Vaillant        | Francja           | 14:05,8  |       |
| 8    | Manfred Letzerich    | Niemcy            | 14:06:2  |       |
| 9    | Tom O’Riordan        | Irlandia          | 14:08,8  |       |
| 10   | Aske Dam             | Dania             | 14:20,4  |       |
| 11   | Albie Thomas         | Australia         | 14:27,8  |       |
| 12   | Fernando Aguilar     | Hiszpania         | 14:29,2  |       |
| 13   | Álvaro Mejía         | Kolumbia          | 14:41,4  |       |
| –    | Ebrahim Yazdan Panah | Iran              | DNS      |       |

#### Bieg 3
| Poz. | Zawodnik              | Narodowość         | Rezultat | Uwagi |
| ---- | --------------------- | ------------------ | -------- | ----- |
| 1    | Mohammed Gammoudi     | Tunezja            | 14:10,2  | Q     |
| 2    | Bob Schul             | Stany Zjednoczone  | 14:11,4  | Q     |
| 3    | Harald Norpoth        | Niemcy             | 14:11,6  | Q     |
| 4    | Murray Halberg        | Nowa Zelandia      | 14:12,0  |       |
| 5    | Josef Tomáš           | Czechosłowacja     | 14:12,6  |       |
| 6    | Bengt Nåjde           | Szwecja            | 14:13,4  |       |
| 7    | Franc Červan          | Jugosławia         | 14:16,6  |       |
| 8    | Simo Saloranta        | Finlandia          | 14:24,6  |       |
| 9    | Lajos Mecser          | Węgry              | 14:35,4  |       |
| 10   | Jean Fayolle          | Francja            | 14:44,6  |       |
| 11   | Somsak Keaokanta      | Tajlandia          | 16:08,8  |       |
| 12   | Ranatunge Karunananda | Cejlon             | 16:22,2  |       |
| 13   | Nguyễn Văn Lý         | Wietnam Południowy | 17:28,0  |       |

#### Bieg 4
| Poz. | Zawodnik            | Narodowość        | Rezultat | Uwagi |
| ---- | ------------------- | ----------------- | -------- | ----- |
| 1    | Ron Clarke          | Australia         | 13:48,4  | Q     |
| 2    | Kipchoge Keino      | Kenia             | 13:49,6  | Q     |
| 3    | Nikołaj Dutow       | ZSRR              | 13:50,6  | Q     |
| 4    | Francisco Aritmendi | Hiszpania         | 14:05,0  |       |
| 5    | Sven-Olov Larsson   | Szwecja           | 14:10,2  |       |
| 6    | Satsuo Iwashita     | Japonia           | 14:18,4  |       |
| 7    | Derek Graham        | Wielka Brytania   | 14:21,6  |       |
| 8    | Oscar Moore         | Stany Zjednoczone | 14:24,0  |       |
| 9    | Simo Važić          | Jugosławia        | 14:33,8  |       |
| 10   | Henri Clerckx       | Belgia            | 14:40,0  |       |
| 11   | Neville Scott       | Nowa Zelandia     | 15:01,0  |       |
| –    | Ben Assou El Ghazi  | Maroko            | DNS      |       |
| –    | Manuel de Oliveira  | Portugalia        | DNS      |       |
| –    | Mamo Wolde          | Etiopia           | DNS      |       |

### Finał
| Poz. | Zawodnik          | Narodowość        | Rezultat | Uwagi |
| ---- | ----------------- | ----------------- | -------- | ----- |
| 1    | Bob Schul         | Stany Zjednoczone | 13:48,8  |       |
| 2    | Harald Norpoth    | Niemcy            | 13:49,6  |       |
| 3    | William Dellinger | Stany Zjednoczone | 13:49,8  |       |
| 4    | Michel Jazy       | Francja           | 13:49,8  |       |
| 5    | Kipchoge Keino    | Kenia             | 13:50,4  |       |
| 6    | Bill Baillie      | Nowa Zelandia     | 13:51,0  |       |
| 7    | Nikołaj Dutow     | ZSRR              | 13:53,8  |       |
| 8    | Thor Helland      | Norwegia          | 13:57,0  |       |
| 9    | Ron Clarke        | Australia         | 13:58,0  |       |
| 10   | Stepan Bajdiuk    | ZSRR              | 14:11,2  |       |
| 11   | Mike Wiggs        | Wielka Brytania   | 14:20,8  |       |
| –    | Mohammed Gammoudi | Tunezja           | DNS      |       |